# 神川彦松
神川 彦松（かみかわ ひこまつ、1889年12月23日 - 1988年4月5日）は、日本の国際政治学者。

## 経歴
三重県生まれ。第一高等学校卒業後、東京帝国大学法学部で国際政治学を専攻する。同じ東京帝大法学部の同期に南原繁がいる。
1923年から東京帝国大学法学部教授。1940年、皇紀2600年の記念に大正製薬創業者・初代社長の石井絹治郎らと共に皇道文化研究所を設立した。1929年、東京大学より法学博士を授与（論文タイトルは『国際聯盟政策論』）。
1947年、公職不適格と認定され、東京大学を去った。1950年に公職不適格認定が解除され、東京大学名誉教授となると同時に明治大学教授に就任。1953年に日本学士院会員となり、日本国際政治学会・日本国際問題研究所の設立にも関わりそれぞれ初代理事長・初代所長を務めた。1965年からは国士舘大学に移るが、晩年には東京大学法学部との関係は疎遠になっていた。
1979年2月24日、国際勝共連合と自民党の国防関係国会議員が中心となり、「スパイ防止法制定促進国民会議」が設立された。呼びかけ人は木内信胤、朝比奈宗源、宇野精一、郷司浩平、宝井馬琴、三輪知雄の6人。サンケイ会館で設立発起人総会が開かれ、神川は発起人に名を連ねた。
戦前より外交文書をまとめた「日本外交文書」編纂の必要をくり返し政府に提言し、初期の編纂委員として作業を行ったことでも知られる。
長男は政治学者の神川信彦、三男に哲学者の神川正彦、さらにコピーライターの神川秀彦がいる。戦後の教え子に渡辺昭夫などがいる。

## 著書

### 単著
- 『國際聯盟政策論』（政治教育協會, 1927年／復刻版, 日本図書センター, 2004年）
- 『ビスマルク保障政策史論に就て――國際政治史論の本質及方法への一考察』（有斐閣, 1934年）
- 『外交と国民性――特に英、仏、独を中心に』（社会教育協会, 1939年）
- 『世界大戰原因論』（岩波書店, 1940年）
- 『米国参戦問題』（朝日新聞社, 1941年）
- 『近代國際政治史（上・中・下1-2）』（實業之日本社, 1948年-1950年／原書房, 1989年）
- 『国際政治学概論』（勁草書房, 1950年）
- 『日本外交の再出発――祖国の自由と独立のために』（鹿島研究所出版会, 1960年）
- 『日本政治の再出発――祖国の自由と民主化のために』（鹿島研究所出版会, 1961年）
- 『日本の新しいイメージ――日本国民の自主憲法のあり方』（鹿島研究所出版会, 1964年）

### 編著
- 『山田教授還暦祝賀論文集』（有斐閣, 1930年）
- 『外交史論文集――立教授還暦祝賀』（有斐閣, 1934年）

### 共編著
- （横田喜三郎）『國際條約集』（岩波書店, 1941年）
- （市川正明）『南北統一への道』（心情公論社, 1972年）

### 著作集
- 『神川彦松全集（全10巻）』（勁草書房, 1966年-1972年）
  - 1巻「国際政治学概論／国際聨盟政策論」
  - 2巻「近代国際政治史（上・中）」
  - 3巻「近代国際政治史（下）」
  - 4巻「近代国際政治史要／大観国際政治史／第一次世界大戦原因論ほか」
  - 5巻「日本外交の再出発」
  - 6巻「日本政治の再出発」
  - 7巻「国際政治学研究論文」
  - 8巻「国際政治史研究論文」
  - 9巻「世界国際政治史時事論文集」
  - 10巻「日本国際政治史時事論文集」